# 1992年バルセロナオリンピックのエチオピア選手団
1992年バルセロナオリンピックのエチオピア選手団（1992ねんバルセロナオリンピックのエチオピアせんしゅだん）は、1992年7月25日から8月9日にかけてスペインのカタルーニャ州バルセロナで開催された1992年バルセロナオリンピックのエチオピア選手団、およびその競技結果。

## 概要
今大会は金メダル1個、銅メダル2個の合計3個のメダルを獲得した。

## メダル
| メダル | 選手名           | 競技 | 種目       |
| ------ | ---------------- | ---- | ---------- |
| 金     | デラルツ・ツル   | 陸上 | 女子10000m |
| 銅     | フィタ・バイエサ | 陸上 | 男子5000m  |
| 銅     | アディス・アベベ | 陸上 | 男子10000m |